# Сепиашвили, Гурам Семёнович
Гурам Семёнович Сепиашвили (род. 21 марта 1953, Сухуми) — советский и грузинский футбольный арбитр. Судья всесоюзной категории (30.12.1988).

## Биография
Родился 21 марта 1953 года в Сухуми. Детство провёл в Тбилиси. Занимался футболом, выступал на позиции вратаря.
С 21 года начал карьеру футбольного арбитра. С 1979 года судил на профессиональном уровне. В высшей лиге дебютировал в 29 лет. После распада СССР был одним из ведущих арбитров суверенной Грузии. Работал на матчах Лиги Чемпионов УЕФА.
С 2002 года возглавлял международный комитет Коллегии футбольных арбитров России. Вице-президент Национальной студенческой футбольной лиги.
Герой книги Марка Рафалова «Путь к Олимпу. Гурам Сепиашвили» (2001).
Женат. Есть дочь.